# Bénéfice (primaire et secondaire)
Pour les articles homonymes, voir Bénéfice (homonymie).
Les bénéfices primaires ou secondaires sont des avantages directs et indirects mais inconscients qu'une personne retire de sa maladie.

## Bénéfice primaire
Le bénéfice primaire est un élément constitutif de la maladie, présent pour les mêmes motifs que celle-ci.

## Bénéfice secondaire
Le bénéfice secondaire, avantage supplétif au primaire, survient après coup, il consolide le trouble.

## Résistances
La cure psychanalytique vise aussi ce bénéfice pris par le patient dans le cadre de l'interprétation des résistances.